# Hydrythmix
Hydrythmix is het achtste studioalbum van Ron Boots en het eerste waarbij hij samenwerkte met Bas Broekhuis. Het album is waarschijnlijk opgenomen in de studio’s bij de heren thuis en de eerste versie verscheen alleen op een dubbelmuziekcassette. Het waren slechte tijden voor de elektronische muziek tijdens de omschakeling van analoge naar meer digitale apparatuur. Ron is op dit album voornamelijk bezig met de melodielijnen, terwijl Bas zich toelegde op het elektronisch slagwerk. Hydrythmix was Ron’s opstap naar zijn eerste officiële album uitgebracht bij Groove Unlimited. De muziekcassette met elektronische muziek uit de Berlijnse school verscheen in eigen beheer.
De eerste versie verscheen in 1989, vervolgens een nieuwe in september 1996 en de (voorlopig laatste) in maart 2004.

## Musici
- Ron Boots, Bas Broekhuis - elektronica

## Muziek
| Nr. | Titel                                     | Duur  |
| --- | ----------------------------------------- | ----- |
| 1.  | The rising sun                            | 8:54  |
| 2.  | Floating                                  | 3:24  |
| 3.  | Rivers                                    | 7:58  |
| 4.  | The well                                  | 8:40  |
| 5.  | Meadow                                    | 10:32 |
| 6.  | Malibou beach                             | 7:17  |
| 7.  | The Escher drawing                        | 10:38 |
| 8.  | Ocean tale (Shorline/Fast wave/Landsight) | 21:25 |

Het nummer Rivers ging mee naar het eerste officiële album van Ron, The Escher drawing verscheen ook maar dan als albumtitel uit 1991 van Bas.